# 黄旭洋
黄旭洋（英語：See Siang Wong, 1979年5月7日—）是一位荷兰-瑞士华人古典钢琴家。

## 生平
1979年出生于荷兰阿纳姆，父母是马来西亚和新加坡华人。从小学习钢琴，12岁时首次登台演出，由荷兰广播交响乐团伴奏。2002年加入苏黎世艺术大学担任教师，是音乐学院最年轻教师。除了音乐之外，还是一位知名厨师和美食博主。